# Colonia Dante Delgado Rannauro
Colonia Dante Delgado Rannauro är en ort i Mexiko.   Den ligger i kommunen Coxquihui och delstaten Veracruz, i den sydöstra delen av landet, 180 km nordost om huvudstaden Mexico City. Colonia Dante Delgado Rannauro ligger 165 meter över havet och antalet invånare är 439.
Terrängen runt Colonia Dante Delgado Rannauro är kuperad åt sydväst, men åt nordost är den platt. Runt Colonia Dante Delgado Rannauro är det tätbefolkat, med 356 invånare per kvadratkilometer. Närmaste större samhälle är Olintla, 15,0 km sydväst om Colonia Dante Delgado Rannauro. Omgivningarna runt Colonia Dante Delgado Rannauro är en mosaik av jordbruksmark och naturlig växtlighet.